# Мизера, Елена Алексеевна
Елена Алексеевна Мизера (род. 20 февраля 1966), в девичестве Быкова — советская и российская легкоатлетка, специалистка по бегу на короткие дистанции. Выступала за сборные СССР и России по лёгкой атлетике в конце 1980-х — середине 1990-х годов, обладательница серебряной медали Игр доброй воли в Сиэтле, многократная призёрка первенств всесоюзного и всероссийского значения, действующая рекордсменка России в эстафете 4 × 200 метров, участница чемпионата Европы в Сплите и Кубка мира в Гаване. Мастер спорта СССР международного класса.

## Биография
Елена Мизера родилась 20 февраля 1966 года. Занималась лёгкой атлетикой в городе Кимры Калининской области под руководством тренера Анатолия Васильевича Мылова, представляла также Московскую область, физкультурно-спортивное общество профсоюзов и Вооружённые силы.
Первого серьёзного успеха на всесоюзном уровне добилась в сезоне 1989 года, когда на чемпионате СССР в Горьком выиграла бронзовую медаль в зачёте бега на 200 метров.
В 1990 году с личным рекордом 11,32 завоевала серебряную награду в беге на 100 метров на чемпионате СССР в Киеве. Благодаря этому успешному выступлению вошла в основной состав советской сборной и удостоилась права защищать честь страны на Играх доброй воли в Сиэтле, где финишировала седьмой на дистанции 200 метров и вместе с соотечественницами стала серебряной призёркой в программе эстафеты 4 × 100 метров. Позднее стартовала на чемпионате Европы в Сплите — в дисциплине 200 метров показала шестой результат, тогда как в эстафете 4 × 100 метров в финале советские бегуньи не финишировали. За выдающиеся спортивные достижения по итогам сезона удостоена почётного звания «Мастер спорта СССР международного класса».
В 1992 году отметилась выступлением на Кубке мира в Гаване — в эстафете 4 × 100 метров заняла пятое место.
В июне 1993 года на соревнованиях Pearl European Relays в Портсмуте в составе российской сборной установила ныне действующий рекорд России в эстафете 4 × 200 метров (1:31.49) и мировой рекорд в шведской эстафете 100 + 200 + 300 + 400 метров (2:01.10).
В 1995 году одержала победу в беге на 200 метров на соревнованиях в Париже.
В 1997 году с командой Московской области выиграла бронзовую медаль в эстафете 4 × 100 метров на чемпионате России в Туле.
Завершила спортивную карьеру по окончании сезона 1998 года.